# Agnieszka Szałkiewicz
Agnieszka Szałkiewicz-Uczeń (ur. 1977) – polska łyżwiarka szybka, medalistka mistrzostw Polski.
Urodziła się w 1977. Treningi łyżwiarstwa szybkiego podjęła w 1993 w klubie SKŁ Górnik Sanok, którego była reprezentantką. W 1996 zdała maturę I Liceum Ogólnokształcącym im. Komisji Edukacji Narodowej w Sanoku z 1996. Następnie, pozostając aktywną panczenistką podjęła studia na uczelni o profilu sportowym. W późniejszych latach zasiadła w komisji rewizyjnej klubu Górnik Sanok (wybrany w 2004). Podjęła pracę nauczyciela w Szkole Podstawowej nr 1 im. Gen. Bronisława Prugara-Ketlinga w Sanoku oraz w Zespole Szkół nr 2 im. Grzegorza z Sanoka w Sanoku.

## Osiągnięcia
Mistrzostwa Polski
- Mistrzostwa Polski w Łyżwiarstwie Szybkim w Wieloboju Sprinterskim 1998:
  - srebrny medal
- Mistrzostwa Polski w Łyżwiarstwie Szybkim na Dystansach 1998:
  - srebrny medal (500 m)
- Mistrzostwa Polski w Łyżwiarstwie Szybkim na Dystansach 2000:
  - srebrny medal (500 m)
- Mistrzostwa Polski w Łyżwiarstwie Szybkim w Wieloboju Sprinterskim 2000:
  - brązowy medal[9]

Puchar Polski
- Puchar Polski 1999
  - Zdobywczyni (500 m)[2]